# Hôtel de ville de Bobigny
L’hôtel de Ville de Bobigny est le principal bâtiment administratif de la commune de Bobigny dans le département de la Seine-Saint-Denis en région Île-de-France,. Il est situé avenue du Président-Salvador-Allende.

## Historique

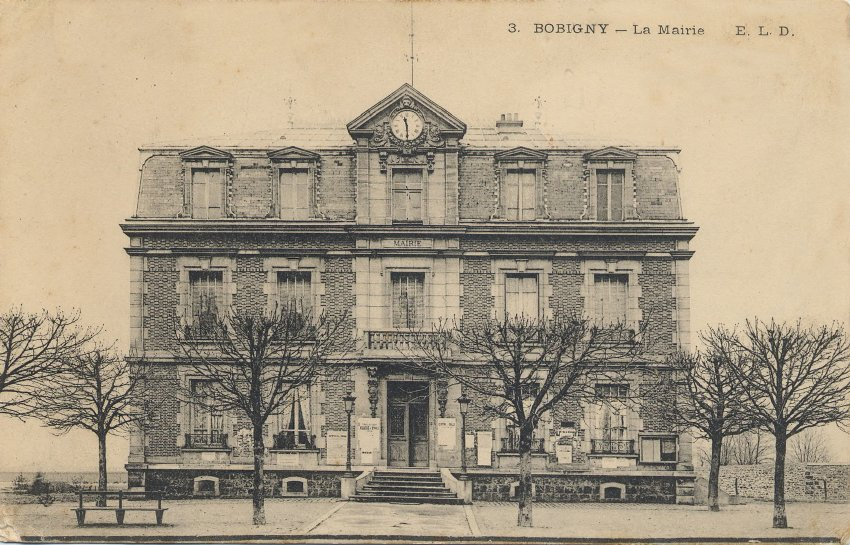
L'ancienne mairie, vers 1900.

L'ancienne mairie, construite en 1885, se trouvait place de la Libération (anciennement place de la Mairie). Dans les années 1970, on prit la décision de construite une nouvelle mairie, et l'ancienne devint le conservatoire municipal.
Cet édifice a été construit en 1974 sur les plans de Marius Depont, qui conçut aussi l'église Saint-André de Bobigny.

## Description

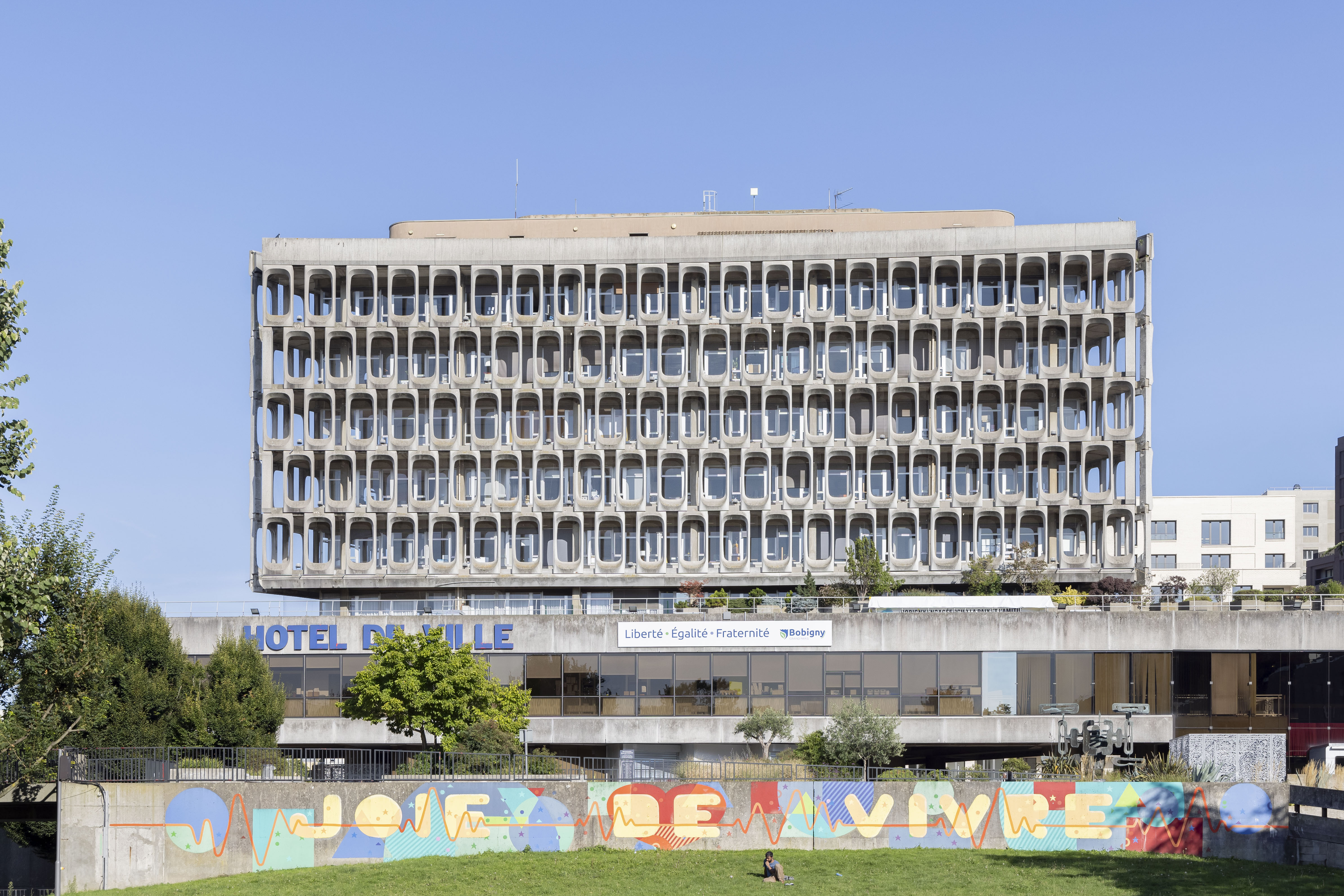
Le bâtiment vu depuis le mail de l'hôtel de ville.

La salle des mariages a été réaménagée en 2006 par l’artiste Hervé Di Rosa,.